# Saint-Mamert-du-Gard
Saint-Mamert-du-Gard ist eine französische Gemeinde mit 1.617 Einwohnern (Stand: 1. Januar 2022) im Département Gard in der Region Okzitanien. Sie gehört zum Arrondissement Nîmes und zum Kanton Calvisson. Die Einwohner werden Saint-Mamertois genannt.

## Geografie
Saint-Mamert-du-Gard liegt 15 Kilometer westnordwestlich von Nîmes. Im südlichen Gemeindegebiet entspringt das Flüsschen Braune, das zum Gardon entwässert. Umgeben wird Saint-Mamert-du-Gard von den Nachbargemeinden Fons im Norden, Gajan im Nordosten, Parignargues im Osten, Montpezat im Süden, Combas im Südwesten, Crespian im Westen, Montmirat im Westen und Nordwesten sowie Moulézan im Nordwesten.

## Bevölkerungsentwicklung
| Jahr                       | 1962 | 1968 | 1975 | 1982 | 1990 | 1999 | 2006 | 2020 |
| -------------------------- | ---- | ---- | ---- | ---- | ---- | ---- | ---- | ---- |
| Einwohner                  | 404  | 413  | 385  | 655  | 887  | 1100 | 1215 | 1641 |
| Quellen: Cassini und INSEE |      |      |      |      |      |      |      |      |

## Sehenswürdigkeiten
- Kirche Saint Mamert, im 12. Jahrhundert erbaut, wieder errichtet im 19. Jahrhundert
- protestantische Kirche

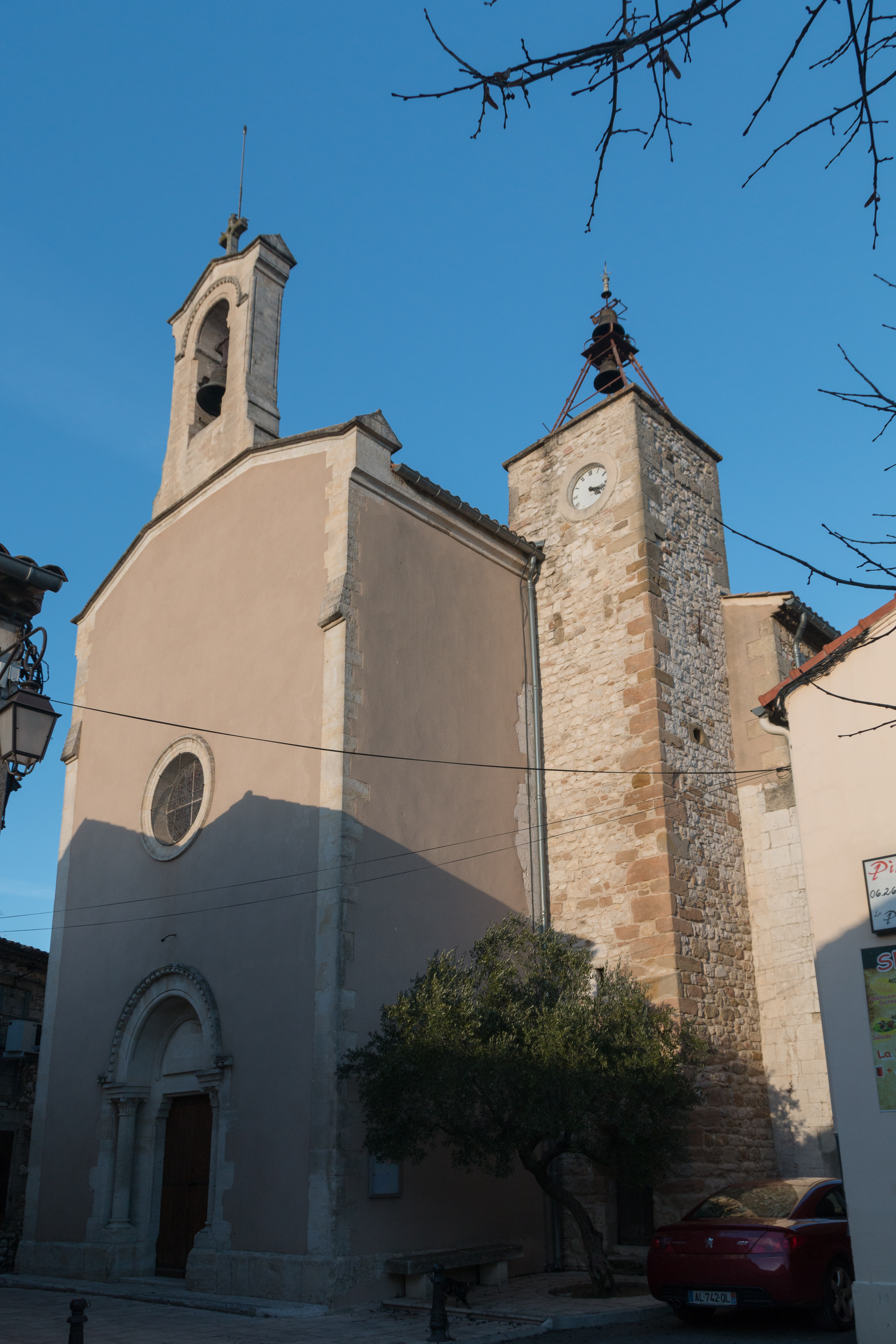
Kirche Saint-Mamert
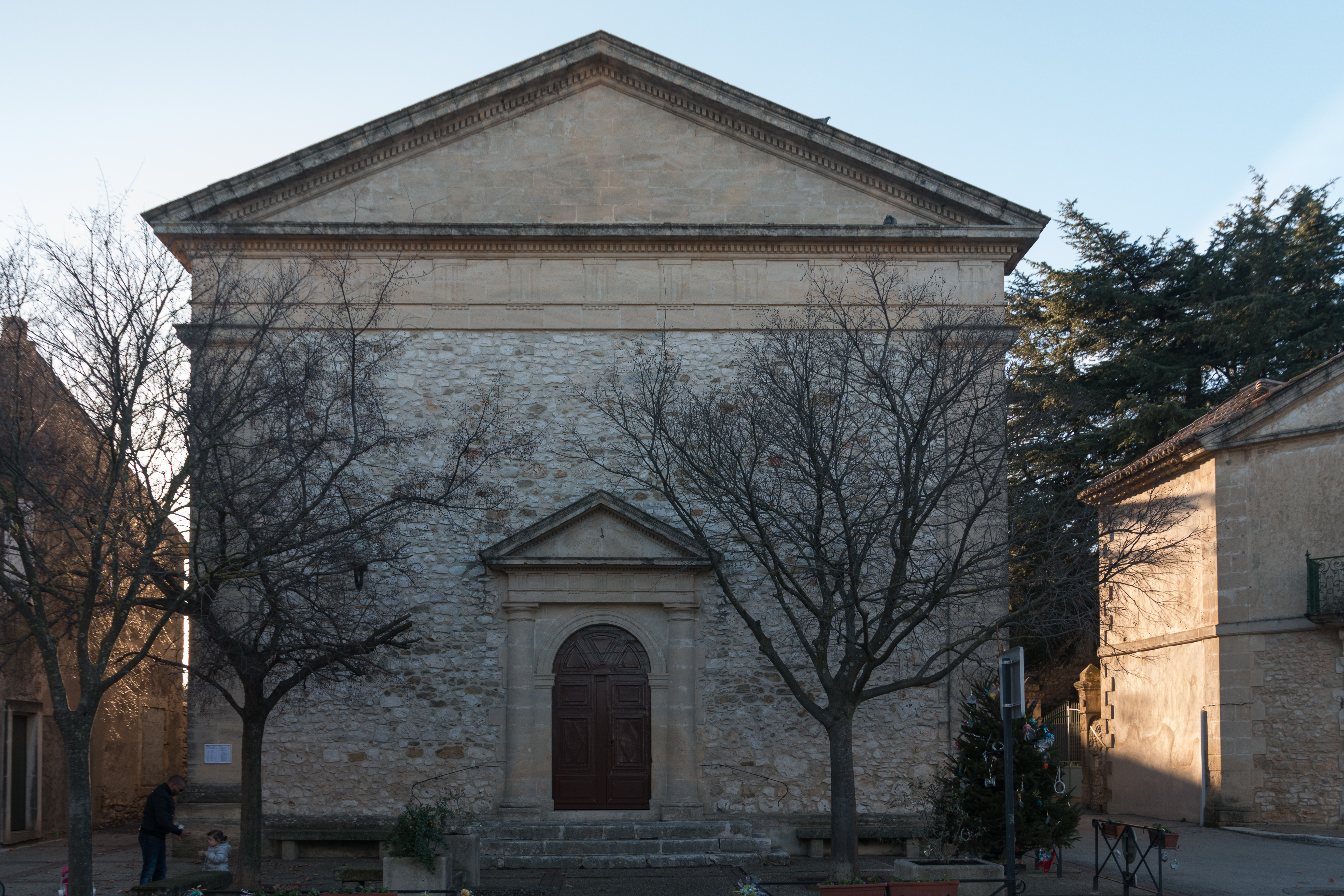
Protestantische Kirche